# 斎藤光正
斎藤 光正（さいとう こうせい、1932年〈昭和7年〉7月15日 - 2012年〈平成24年〉11月25日）は、日本の映画監督。

## 経歴
山口県下関市丸山町出身。映画界に入る前は小説家になりたいと思っていた。その後映画好きになり、大学在学中から松竹映配に勤務。一橋大学卒業後、1958年（昭和33年）に日活に入社し、今村昌平、浦山桐郎らの助監督を務める。1967年、吉永小百合主演映画『斜陽のおもかげ』で監督に昇進した。1971年（昭和46年）に退社後は、テレビ・映画・時代劇・現代劇を問わず幅広く活躍。TV『獄門島』で、舞台劇風な長回しなど凝った演出テクニックを発揮して角川春樹に注目され、以後はそのプロデュースによる劇場映画を多く手掛ける。1979年の映画『戦国自衛隊』がよく知られている。
2012年11月25日午後9時40分、肺炎のため東京都豊島区の病院で死去。80歳没。TVドラマでは『太陽にほえろ!』、『俺たちの旅』などを監督した。2010年に放映された田村正和主演のスペシャルドラマ『忠臣蔵〜その男、大石内蔵助』が最後の作品となった。

## 主な作品

### テレビ
- 大江戸捜査網（東京12チャンネル・テレビ東京）
- 大いなる旅路 （1972年、日本テレビ）
- ライオン奥様劇場　二人だけの朝（1973年、フジテレビ）
- 子連れ狼（第2部）（1974年、日本テレビ）
- おんな浮世絵・紅之介参る! （1974-1975年、日本テレビ）
- 俺たちの勲章 （1975年、日本テレビ）
- 太陽にほえろ!（日本テレビ）
- 俺たちの旅 （1975-1976年、日本テレビ）
- 気まぐれ天使 （1976-1977年、日本テレビ）
- 獄門島（テレビドラマ版）（1977年、毎日放送）
- 俺たちの祭（1977-1978年、日本テレビ）
- 青春ド真中!（1978年、日本テレビ）
- ゆうひが丘の総理大臣 （1978-1979年、日本テレビ）
- あさひが丘の大統領 （1979-1980年、日本テレビ）
- さすらいの甲子園（1980年、日本テレビ）
- 新吾十番勝負（1981年-1982年、フジテレビ）
- 長七郎江戸日記（1983-1991年、日本テレビ）
- 宣告（1984年、TBS）
- 暴れ九庵（1984-1985年、フジテレビ）
- 香水心中（1987年、TBS「名探偵金田一耕助の傑作推理」）
- 五稜郭（1988年、日本テレビ「年末時代劇スペシャル」）
- 名奉行 遠山の金さん（1988年-1996年、テレビ朝日）※第2シリーズ以降
- 八百八町夢日記（1989-1992年、日本テレビ）
- 運命峠 (1993年、フジテレビ)
- 松本清張の異変街道（1993年、フジテレビ）
- 八丁堀捕物ばなし（1993-1994年,1996年、フジテレビ）
- あばれ八州御用旅（第4シリーズ）（1994年、テレビ東京）
- 江戸の用心棒 / 江戸の用心棒II（1994年 - 1995年、1995年 - 1996年、日本テレビ）
- 御家人斬九郎（フジテレビ）
- さむらい探偵事件簿（1996年 - 1997年、日本テレビ）
- 水戸黄門（TBS / C.A.L）
- 八丁堀の七人（テレビ朝日）
- カードGメン・小早川茜（第1作〜第6作）（TBS）
- 復讐相続の女（2000年、テレビ朝日）
- 忠臣蔵うら話 仲蔵狂乱（2000年、朝日放送）
- 金曜エンタテイメント 鞍馬天狗（2001年、フジテレビ）
- 殺人被害者の妻（2005年、テレビ朝日）
- 復讐のダイヤモンド（2006年、テレビ朝日）
- 戦国自衛隊・関ヶ原の戦い（後編のみ）（2006年、日本テレビ）
- 忠臣蔵〜その男、大石内蔵助（2010年、テレビ朝日）

### 映画
- 斜陽のおもかげ（1967年、日活）
- 三人の女 夜の蝶（1971年、日活）
- 女の意地（1971年、日活）
- 悪魔が来りて笛を吹く（1979年、東映）
- 戦国自衛隊（1979年、角川）

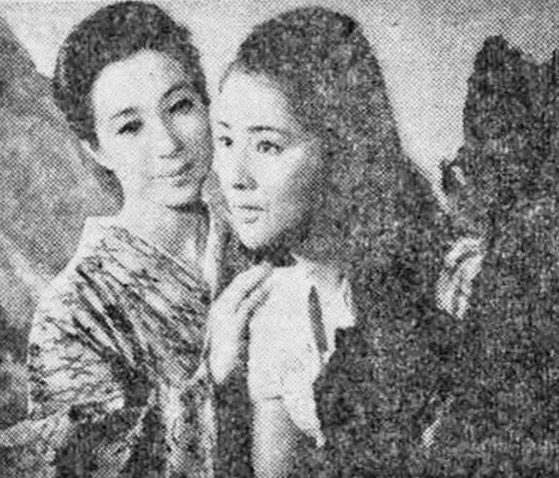
『斜陽のおもかげ』（1967年）

- ニッポン警視庁の恥といわれた二人 刑事珍道中（1980年、東映・角川）
- 伊賀忍法帖（1982年、東映・角川）
- 積木くずし（1983年、東宝）
- 傷だらけの勲章（1986年、ファインズ・コーポレーション、東宝）
- チェッカーズSONG FOR U.S.A.（1986年、スリースタープロ、東宝）